# جيم جاكسون
جيم جاكسون هو لاعب هوكي الجليد كندي، ولد في 1 فبراير 1960 في أوشاوا في كندا.

## وصلات خارجية
- جيم جاكسون على موقع دوري الهوكي الوطني (الإنجليزية)
- جيم جاكسون على موقع EliteProspects.com (الإنجليزية)
- جيم جاكسون على موقع HockeyDB.com (الإنجليزية)
- جيم جاكسون على موقع Hockey-Reference.com (الإنجليزية)